# 金·費爾比
哈洛德·亞德利安·羅素·金·費爾比（英語：或稱H.A.R. Philby，1912年1月1日—1988年5月11日，OBE：1946-1965）是蘇聯在冷戰時期潛伏在英國的雙重間諜，无偿替蘇聯內務人民委員部和KGB效力，提供情報。他的间谍身份在1963年被曝光。
蘇聯情報單位給他的代號是Stanley，和其他四個潛伏在英國的蘇聯間諜並稱為「劍橋五人組」：唐納德·麥克林（代號：Homer）、蓋伊·伯吉斯（代號：Hicks）、安東尼·布倫特（代號：Johnson）和另一位身份仍未確認的英國人約翰·凱恩克洛斯。这五人之中，费尔比被认为是为苏联提供秘密信息做得最成功的。

## 生平
费尔比出生于英属印度的一个上流家庭，并在西敏公学和剑桥大学三一学院接受教育，在此期间他系统性的接触社会主义思想。他于1934年前往维也纳。从剑桥毕业之后，费尔比成为了一名记者，并对西班牙内战和法国战役进行了报导。从1940年起他开始为英国秘密情报局（SIS,或MI6)效力，到了第二次世界大战结束的时候他已经成为一名高级成员。费尔比在1949年被任命为英国驻美大使馆的第一秘书，并成为英方与美国情报组织合作的主要联络人。在他的情报生涯中，他将大量的情报传递给了苏联。
费尔比曾经为另外两名被怀疑为苏联间谍的情报人员唐纳德·麦克林和盖伊·伯吉斯通风报信，随后二人于1951年五月逃往苏联。麦克林和伯吉斯的叛逃也引起了对费尔比的怀疑，最终导致他于1951年7月从MI6辞职。1955年他被公开豁免，从那之后他在贝鲁特继续从事记者工作，同时也是SIS的间谍。1963年1月，当他的苏联间谍身份最终被揭穿之后，他叛逃到了莫斯科，并在那里度过余生直到1988年逝世。

## 間諜生涯
費爾比生於英屬印度安巴拉。父親St. John Philby是英國軍隊的情報官員，曾是印度第一位總理賈瓦哈拉爾·尼赫魯的同學。費爾比與父親少時一樣於英國倫敦的西敏聖彼得皇家書院讀書。1930年代就讀劍橋大學時加入大不列颠共产党，1933年畢業取得經濟學學位後成為蘇聯的諜報人員。1940年正式被蘇聯吸收，並加入英國情報機構，負責反間諜任務。
他於1955年被逐出軍情六處，後來在貝魯特擔任記者，1963年逃往蘇聯。在蘇聯為KGB工作，升至上校軍銜，1965年被褫奪OBE勳銜，1988年在莫斯科病逝。

## 大眾文化
有不少書、電影或電視劇都以費爾比或「劍橋五人組」為題材：
- 《忠誠與背叛》（A Different Loyalty），2004年加拿大／英國／美國聯合製作
- 《劍橋風雲》（Cambridge Spies），BBC電視劇